# Francine Leca
Francine Leca (Neuilly-sur-Seine, Francia, 20 de mayo de 1938 - 15 de junio de 2024) fue una cirujana cardíaca y profesora de medicina francesa especializada en cirugía cardíaca, pionera en la disciplina de la pediatría.

## Biografía
Francine Leca se inclinó hacia la medicina a una edad muy temprana. Durante una pasantía en cirugía cardíaca bajo la supervisión del profesor Jean Mathey en el Hospital Laennec, asistió a su primera cirugía a corazón abierto. Como interna en los hospitales de París, descubrió la cirugía cardíaca pediátrica bajo la tutela del profesor George Lemoine. Luego se especializó en defectos cardíacos congénitos.
Leca fue la primera mujer en convertirse en cirujana cardíaca en Francia y fue jefa de los servicios de cirugía cardíaca, primero en el Hospital Laennec y luego en Necker (París) hasta 2003.
En 1996, Leca, junto con Patrice Roynette, fundó la organización Mécénat Chirurgie Cardiaque - Enfant du Monde (Cirugía Cardíaca Mécénat - Niño del Mundo), que recauda fondos para tratar a niños con graves afecciones cardíacas que de otro modo no podrían recibir tratamiento en sus países de origen.
Leca falleció el 15 de junio de 2024, a los 86 años.

## Distinciones
- Gran oficial de la Legión de Honor. [5]
- Gran oficial de la Orden Nacional del Mérito.[6]

## Honores
- Premio Marcel Rudloff de la Tolerancia 2015.[7]
- Trofeo Mujeres de Oro de 1998.[8]